# Cyrtosia cinerascens
Cyrtosia cinerascens is een vliegensoort uit de familie van de Mythicomyiidae. De wetenschappelijke naam van de soort is voor het eerst geldig gepubliceerd in 1873 door Loew.